# Tylomelania

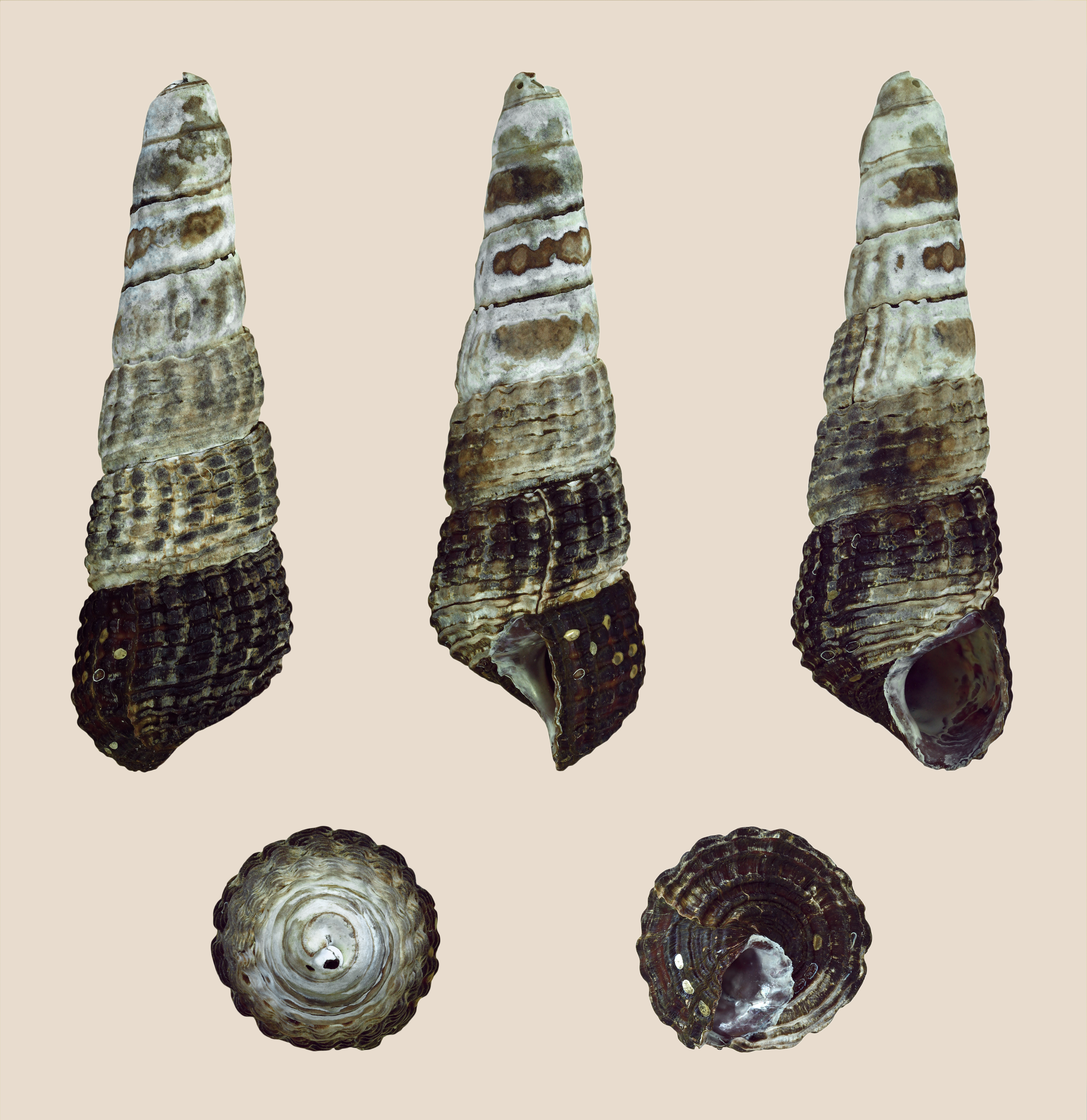
Tylomelania patriarchalis

Tylomelania é um gênero de caramujos de água doce. Era até a pouco incluída na família de gastrópodes Tiarídeos (como o Melanoides), somente recentemente foram classificados na família Pachychilidae, um grande grupo de gastrópodes de distribuição do antigo supercontinente Gondwana, que inclui também os Doryssa e Pachychilus sulamericanos.
Seu nome Científico: Tylomelania spp. Sarasin & Sarasin, 1898. A maior espécie mede 12 cm. A expectativa de vida é desconhecida. Possuem sexo definido, sendo que fêmeas tendem a ser maiores que os machos. A reprodução é fácil, porém a fecundidade é baixa. E possui origem na Sulawesi, Indonésia.
As espécies disponíveis para aquariofilia possuem conchas longas e cônicas, em forma de torre, lembrando grandes Melanoides, embora existam algumas espécies com conchas ovais (T. neritiformis, etc.). Possuem formas e cores variadas, na sua maioria possuem conchas rugosas e esculturadas, com elevações axiais e/ou espirais, de cor escura, marrom-amarelada a enega. Abertura oval, opérculo oval ou arredondado de cor escura. Dimensões variam bastante de espécie para espécie, de 2 a 12 cm.

## Morfologia
Seu corpo possui uma “tromba” (probóscide) na cabeça, achatada e protrusa , que se assemelha a uma língua. Pé achatado, curto e oval. Tentáculos cefálicos de comprimento médio, localizados lateralmente junto à base do probóscide. Pequenos olhos escuros junto à base dos tentáculos. Geralmente caminham com seus tentáculos curvados para baixo.
O corpo da maioria das espécies tem coloração escura, negra ou cinza escuro, porém, poucas espécies (como o T. towutensis e T. zeamis) têm um corpo de cor amarelo ou laranja vivo, e foram principalmente estas espécies que foram criadas para uso em aquários ornamentais. Podem ter uma cor homogênea, ou com finas listras ou rendilhados, ou escuro com pequenas manchas claras.

## Habitat
São exclusivos da ilha de Sulawesi, na Indonésia. Encontram-se principalmente em lagos ancestrais e riachos adjacentes.  Estes lagos têm características próprias, bastante diferentes de outros grandes lagos continentais. Suas águas são límpidas de alta transparência e baixo conteúdo orgânico. Estas características determinam a mais baixa concentração de fitoplâncton entre os grandes lagos continentais. A temperatura da água varia entre 27 e 31ºC.
Os Tylomelania possuem alto grau de endemismo, com muitas espécies encontradas em áreas geográficas bastante restritas, como em somente um cabo ou uma ilha de um lago específico. Também têm alto grau de sintopia, com até sete espécies co-habitando um mesmo nicho ecológico. Alguns pesquisadores os chamam de “Caramujos Darwinianos”, por representarem um modelo bastante útil para se estudar processos de evolução, especiação e radiação adaptativa.

## Espécies
Existe cerca de 49 espécies.